# Negeri Katon (Margatiga)
Negeri Katon is een bestuurslaag in het regentschap Lampung Timur van de provincie Lampung, Indonesië. Negeri Katon telt 5233 inwoners (volkstelling 2010).